# Карл Вернон
Карл Вернон (англ. Karl Vernon, 19 червня 1880 — 11 липня 1973) — британський академічний веслувальник.
Срібний призер Олімпійських Ігор 1912 року в складі розпашної четвірки зі стерновим.